# Schleuse Sachsenhausen
Die Schleuse Sachsenhausen ist eine heute nicht mehr nutzbare Schiffsschleuse im Oranienburger Ortsteil Sachsenhausen. Sie ist die erste Schleuse des Oranienburger Kanals, der wenige Meter oberhalb der Schleuse von der Havel abzweigt.

## Geschichte
Die ersten Berichte zu einer Schleuse in dieser Gegend stammen aus dem 16. Jahrhundert. Dabei handelte es sich um eine Schleuse in der Havel, und die sich einige dutzend Meter südlich der heutigen bei der Wassermühle der Burg Neumühl befand. Die heutige Schleuse existierte entweder schon vor 1830 oder wurde erst zusammen mit dem Oranienburger Kanal  1832–1837 als »neue massive Schleuse« am heutigen Ort für den Aufstieg aus diesem Kanal in die Havel gebaut. 1874–1878 wurde parallel zur bestehenden eine zweite Schleusenkammer errichtet und die ältere erste später zugeschüttet. 1875 brannte die Sachsenhausener Mühle ab und wurde nicht wieder aufgebaut.

Wasserwege in Oranienburg
in der Umgebung der
Schleuse Sachsenhausen (Nr. 5)

Die neue zweite Schleusenkammer – die eigentliche Schleuse Sachsenhausen – war noch in Betrieb, als sie 1945 im Krieg zerstört wurde. Weil der Oranienburger Kanal durch den Bau des Oder-Havel-Kanals schon 1914 an Bedeutung verloren hatte, konnte auf den Wiederaufbau der Schleuse verzichtet werden. Der Oranienburger Kanal wird nur noch zur Verbindung zwischen der Havel und dem nach Westen führenden Ruppiner Kanal, der südlich der Schleuse an ihn anschließt, genutzt.
Die etwas südlicher und näher beim Stadtzentrum liegende Schleuse Friedenthal (aufsteigende Verbindung zwischen Havel und Oranienburger Kanal zum Kanalkreuz Oranienburg) wird touristisch begründet wiederaufgebaut (2025).

## Karten
- Folke Stender: Redaktion Sportschifffahrtskarten Binnen 1 + 4. Nautische Veröffentlichung Verlagsgesellschaft, ISBN 3-926376-10-4.
- W. Ciesla, H. Czesienski, W. Schlomm, K. Senzel, D. Weidner: Schiffahrtskarten der Binnenwasserstraßen der Deutschen Demokratischen Republik 1:10.000. Band 4. Herausgeber: Wasserstraßenaufsichtsamt der DDR, Berlin 1988, OCLC 830889996.